# Екатериноградский уезд

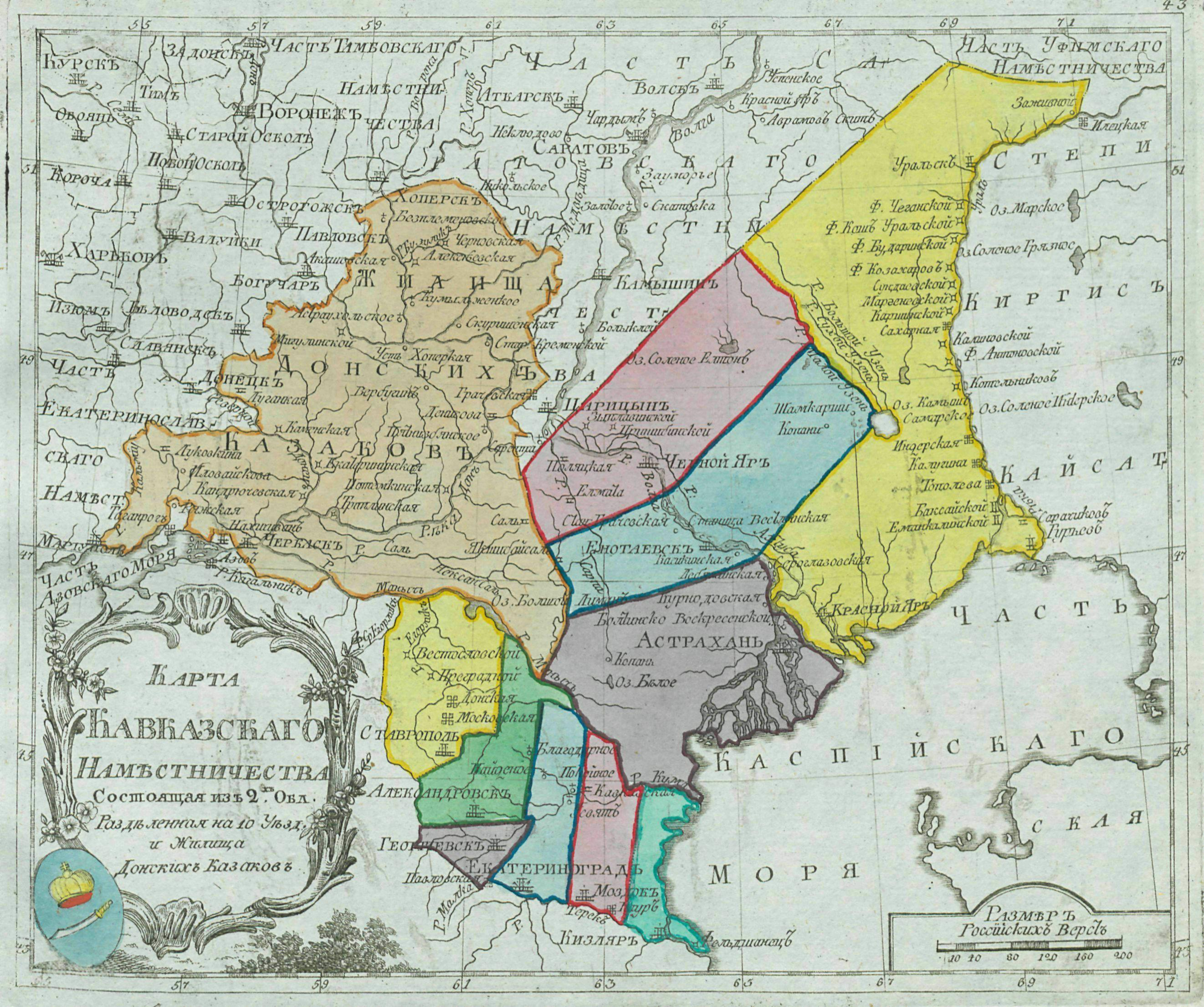
Екатериноградский уезд на карте Кавказского наместничества

Екатериноградский уезд — административно-территориальная единица Российской империи, существовавшая в 1785—1790 годах.
Административный центр — город Екатериноград.

## История
Екатериноградский уезд был образован указом от 5 мая 1785 года в составе Кавказской области Кавказского наместничества.
30 апреля 1790 года Екатериноградский уезд был упразднён, а его территория распределена между Александровским, Георгиевским и Моздокским уездами. Из Екатериноградского уезда в состав Александровского уезда вошло село Найденое, Георгиевского — селения Государственное, Незлобное, Нины, Отказное, слободы Александровская и Григорьевская, Моздокского — села Близкое, Покойное, Прасковьино, Спаское; слободы Курская, Малка, Прохладная и помещичьи деревни Покровская и Ростовановка

## Административное устройство

### 1789 года
В Екатериноградский уезд входили:
сёла
- Близкое — 52 д.м.п. и 43 д.ж.п. (однодворцы и пахотные солдаты)
- Государственное — 445 д.м.п. и 278 д.ж.п. (гл. обр. дворцовые крестьяне)
- Малка — 291 д.м.п. и 110 д.ж.п. (гл. обр. отставные солдаты и однодворцы)
- Найденое — 32 д.м.п. (непомнящие родства)
- Незлобное — 184 д.м.п. и 40 д.ж.п. (гл. обр. однодворцы)
- Нини (Нины) — 1138 д.м.п. и 874 д.ж.п. (экономические крестьяне и однодворцы)
- Отказное — 866 д.м.п. и 589 д.ж.п. (однодворцы и дворцовые крестьяне)
- Покойное — 1000 д.м.п. и 787 д.ж.п. (гл. обр. однодворцы и экономические крестьяне)
- Прасковьино — 915 д.м.п. и 719 д.ж.п. (однодворцы, экономические и дворцовые крестьяне)
- Спаское — 222 д.м.п. и 166 д.ж.п. (гл. обр. экономические крестьяне)

слободы
- Александровская — 470 д.м.п. и 70 д.ж.п. (отставные солдаты и солдатские дети)
- Григорьевская — 432 д.м.п. и 433 д.ж.п. (гл. обр. войсковые обыватели и малороссияне)
- Курская — 258 д.м.п. и 205 д.ж.п. (войсковые обыватели)
- Прохладная — 542 д.м.п. и 488 д.ж.п. (гл. обр. экономические малороссияне)

колония
- саратовских колонистов при Больших Можарах — 183 д.м.п. и 164 д.ж.п.

помещичья деревня
- Ростовановка — моздокского дворянина Ростована Евстафьевича Ростованова — 25 д.м.п.